# فلسطين ما زالت هي القضية (فلم)
فلسطين ما زالت هي القضية هو فيلم وثائقي عُرض في تلفزيون كارلتون لعام 2002، كَتَبه وقدمه جون بيلجر وأخرجه طوني ستارك، مستوحى من كتاب شرب البحر في غزة للكاتبة أميرة هاس. حيث زار بيلجر الشرق الأوسط وحاول اكتشاف سبب كون السلام بعيد المنال.

## خلاصة
عَودة بيلجر إلى الأراضي المحتلة في الضفة الغربية وقطاع غزة حيث قام بتصوير فيلم وثائقي يحمل العنوان نفسه في عام 1977. وهو يعتقد أن المشاكل الأساسية لم تتغير: أناس يائسون ومعوزون يشغلون وطنهم بشكل غير قانوني من قبل أكبر قوة عسكرية في العالم. ويعرض غالبية الفيلم لإجراء مقابلات مع الإسرائيليين، بعضهم مستوطنين أو مستشارين للحكومة، وبعضهم من الإسرائيليين الذين ينتقدون سياسة حكومتهم. ومع ذلك، يستغرق الفيلم وقتاً للتحدث مع العديد من الفلسطينيين ويذهب إلى العمق ليشرح للجماهير الغربية لماذا يشعر الفلسطينيون أنهم مضطرون إلى مواصلة مقاومة احتلال «الأراضي» والقتال ضد الحصار المفروض على قطاع غزة.

## مقابلات
- د. مصطفى البرغوثي - نقابة لجان الإغاثة الطبية الفلسطينية
- البروفيسور إيلان بابي - مؤرخ إسرائيلي
- ليانا بدر - مديرة وزارة الثقافة الفلسطينية
- دوري الذهب - مستشار أقدم لرئيس الوزراء الإسرائيلي
- موشيه دان - كاتب إسرائيلي
- د. خالد دحلان - مشروع صحة المجتمع في غزة
- د. منى الفرا - طبيب فلسطيني
- إيشاي روزين تسفي - جندي إسرائيلي سابق
- لمى حوراني - فلسطيني مقيم، غزة
- أمجد أبو لبن - فلسطيني مقيم، بيت لحم
- ديفيد ريش - مستوطن إسرائيلي
- رامي الحنان
- فاطمة عبد ربه
- خليل ادريس

## الاستقبال
انتقد الفيلم مايكل جرين رئيس شركة كارلتون للاتصالات الشركة التي صنعت الفيلم، ووصفها بأنها غير دقيقة ومتحيزة.في اليوم التالي، تحت عنوان «كارلتون ريبوكس رئيسها الخاص لمهاجمة الفيلم الوثائقي»، نشرت صحيفة إندبندنت بيانًا أدلى به مدير البرامج الوقائية كارلتون ريتشارد كليمو، والمنتج التنفيذي بولي بيي. «كارلتون تقف بجانب برنامج جون بيلجر ودقتها». «اجتاز الفيلم القنوات العادية للتحري التحريري قبل اكتماله، ووافق كبار المسؤولين التنفيذيين في كل من كارلتون ومركز شبكة ITV على إرساله. كان رأي مايكل غرين هو رأيه الخاص، ولم يكن له أي دور في البرنامج أو إرساله. لإعطاء صوت للناس في المجتمعين الفلسطيني والإسرائيلي الذين نادراً ما يسمعون»

## الجوائز ومهرجان العروض
- جائزة كريس، مهرجان كولومبوس الدولي للسينما والفيديو
- أفضل ما في الفئة، مهرجان فيرمونت السينمائي الدولي
- شهادة تقدير وجوائز تلفزيون شيكاغو الدولية
- مهرجان جبل مونتاج، في فيرمونت
- مهرجان أسطنبول الدولي للسينما

## وصلات خارجية
- مقالات تستعمل روابط فنية بلا صلة مع ويكي بيانات